# Zehnderia
Zehnderia é um género botânico pertencente à família Podostemaceae.